# Ilotopie
ilotopie est une compagnie de théâtre et d'arts de la rue française dont les locaux se trouvent à Arles. Elle est fondée en 1979  par Bruno Schnebelin, ancien étudiant en sociologie qui travaillait au Palais des Sports de Paris ; parti à la recherche de nouveaux publics en descendant le Rhône sur sa péniche. Accompagné d'artistes-techniciens, il s'installe sur une petite île de Camargue à Port Saint Louis du Rhône et propose du « désordre dans la ville » dès le début des arts de la rue, à la même époque que le Théâtre de l'Unité, Théâtracide ou encore Royal de Luxe.
ilotopie est notamment connue pour ses spectacles sur l'eau tel que Fous de Bassin ou, plus récemment, Effraction Nocturne. Cependant, elle a commencé avec des créations plus proches d'un théâtre d'Agitprop comme PLM (Palace à Loyer Modéré) en 1990, où les artistes transforment une tour HLM de Marseille en Hôtel cinq étoiles avec tous ses services,. La compagnie créée surtout des spectacles de rue avec, par exemple, Les Gens de Couleur, en déambulation, joué en France et dans le monde depuis 1989.

## La compagnie

### Son histoire
La compagnie ilotopie est créée en 1979 à Port-Saint-Louis-du-Rhône par Bruno Schnebelin, un ancien étudiant en sociologie qui travaillait au Palais des Sports de Paris. Parti à la recherche de nouveaux publics en descendant le Rhône sur sa péniche, il commence avec une annonce : « nouveau fou vend désordre en espace urbain ». La ville du Havre est la première à répondre avant que d'autres suivent. Les premiers spectacles sont des installations, puis Bruno Schnebelin est rapidement rejoint par Denis Jourdain, plasticien et performeur. D'autres s'ajouteront au fur et à mesure des années, tel que Christophe Berthonneau qui participera plus tard à la renommée du Groupe F, ou encore Françoise Léger venue du théâtre et qui prendra la direction de leur lieu de fabrique, Le Citron Jaune, en 1992.

### Son équipe
Au fil des créations, une équipe pluridisciplinaire se constitue dans un esprit collectif où chacun est à la fois artiste et technicien : « créateurs, acteurs, sculpteurs, danseurs, musiciens, inventeurs, scénographes et chercheurs, forment l'équipe qui a choisi de vivre un travail artistique collectif ».

## Le Citron Jaune

### Lieu de fabrique
En 1992, la compagnie ilotopie inaugure son lieu de fabrique : Le Citron Jaune, à Port-Saint-Louis-du-Rhône. Construit d'après leurs plans, ce grand bâtiment en taule jaune est conçu pour abriter les bureaux de la compagnie, un grand atelier, les éléments de décors et de costumes, ainsi qu'un grand hall dédié aux répétitions, représentations et autres fêtes. Il sert alors à la compagnie pour l'élaboration de ses différentes créations, mais également comme lieu de rencontres et d'échanges avec d'autres compagnies de passages et la population Port-Saint-Louisienne,.

### Centre National des Arts de la Rue
Le Citron Jaune obtient le label « Centre National des Arts de la Rue » (CNAR) en 2005 et devient Centre National des Arts de la Rue et de l'Espace Public (CNAREP) quelques années plus tard.

## Les «Papètes» à Arles

### Une nouvelle implantation
Depuis le début de l'année 2019, la compagnie s'est installée à Arles, dans la friche des anciennes Papeteries Etienne, à côté des Rencontres de la Photographie. C'est dans ces nouveaux ateliers que se prépare leurs créations futures et leurs tournées.

## Créations
Liste exhaustive des créations de la troupe.

### Installations
- Les Cavalcades (1980) : sculptures mobiles à moteur pour « descendre en ville » au Havre.
- Création de Catastrophe (1980) : faux accidents, lac coloré, à « La Falaise des Fous », de Chalain (Jura).
- La Cabine et l'Abri (1980) : détournements de mobilier urbain comme des cabines téléphoniques et des abribus.
- Grands personnages (1981) : des personnages fixés aux arbres, aux poteaux, ou en déséquilibre sur des câbles.
- Les Engins de rue (1982) : des pièges à taille humaine dans la ville.
- Les Oreilles (1982) : des oreilles géantes où l'on peut s'asseoir pour écouter des enregistrements ou être enregistré. Deux oreilles ont été achetées par le Centre Beaubourg pour l'exposition « L'oreille oubliée ».
- Marseille sur Méditerranée (1982) : Douze sculptures de mer sur les trottoirs de Marseille.
- Le Grand Étendage (1983) : plusieurs kilomètres de linge étendu sur un haut fil à travers la ville.
- Les Dragons (1984) : des œufs géants et deux dragons en cage.
- La Mort en route (1984) : exposition de chiens et de chats écrasés et encadrés.
- Le Labyrinthe Calibreur (1986) : Un labyrinthe en barreaux rouge et blanc avec des passages plus ou moins larges.
- Les Bibliothèques Maison (1994) : bibliothèques surréalités proposées en prêts.

### Interventions
- Enterrement du smic (1981).
- Épluchage de pommes-de-terre (1982).
- Le Contre-Défilé du Havre (1983).
- Le Cri du Chou (1986).
- Les Draps de l'Homme et de la Femme (1989).
- La Boule et la Barre (1989) : démolition symbolique d'un immeuble.
- PLM, Palace à Loyer Modéré (1990) : un immeuble HLM de Marseille transformé en palace cinq étoiles pour une semaine
- Inauguration du 3bisF (1992).
- Champs d'Expérience Premier (1993) : parcours de performances dans les étages d'une tour désaffectée à Avignon.
- Champ d'Expériences Second : Des Liaisons Capitales (1994) : à Calais, en marge de l'inauguration du tunnel sous la Manche, sur des petites plates-formes mobiles sur rail, les acteurs défilent devant les spectateurs dans un tunnel de toile de cent trente-cinq mètres de long[12].
- La France dévoilée (1994) : inauguration du centre culturel français à Madrid.
- Champ d'Expérience Troisième : Réseau Eden Sous-Sol (1996) : un labyrinthe nocturne creusé dans la terre.
- Salon de l'Auto-Dérision (1997) : des "voitures-théâtres" pour la Satcar à Clermont-Ferrand.
- Champ d'Expérience Quatrième : Confins (2004) : douze artistes vivent plusieurs jours dans un village de fuseaux orange, ils font des performances sur le mythe de Sisyphe.

### Spectacles de rue
- La Vie en Abribus (1984) : un couple vie dans un abribus aménagé en pièce de vie ouverte.
- La Mousse en Cage (1987) : cinq acteurs tout en blanc dans des cages individuelles où leur gestes quotidiens se paralysent dans une mousse expansive colorée.
- Une Affaire qui Tourne (1988) : Un manège de voitures qui transportent les spectateurs dans cinq scènes différentes.
- Les Gens de Couleur (1989) : Quelques artistes presque nus et recouvert d'une peinture monochrome et vive déambulent dans les rues à la recherche de leur couleur.
- Chauffons la rue (1990).
- L'Autobobus (1992) : de nombreux intérieurs de bus transformés en cour de ferme, clairière, hall de bal.
- Les Menus Plaisirs (1995) : Pleins de personnages différents détournant de la nourriture ou des objets en costume ou partie d'eux-mêmes.
- Le Théâtre des Commodités (1998) : des toilettes pour que les spectateurs prennent conscience de ce qu'ils font.
- L'Amour Toute la Nuit (1999) : Concert et performances sur le thème de l'amour pendant une nuit dans un théâtre.
- Cachots/Cachotteries (2000) : Sept sphères sur l'enfermement et accueillant les spectateurs par groupes de trois.
- Les Habitants du Lundi (2002) : tôt le matin des êtres se promènent dans les rues, comme « le lunatique » par exemple.
- Apér'art (2002) : des acteurs, parfois à têtes d'ânes, qui sortent de la table pour servir l'apéritif.
- Sortie de Cuisine (2006) : Co-création avec la compagnie coréenne « Homo Ludens ».
- La Faim des Apôtres (2013) : un banquet d'acteurs qui se mangent.
- La Recette des Corps perdus (2015) : sur une place, des acteurs comestibles et qui se donnent à manger.
- Amour à la Table (2018).

### Land Act
- Allée vers la mer (1997) : A Port-Saint-louis-du-Rhône, des installations dans le paysages tout le long de la route menant à la plage Napoléon.
- Park Güell, Park Fou (2002) : performances dans le Park Güell de Barcelone.
- Le Fleuve Étonnant (2003) : à Tour, le long de la Loire.

### Spectacles sur l'eau
- L'île aux Topies (1985) : une fausse île déserte qui est progressivement découverte et habitée pendant trois jours.
- Narcisse Guette (2001) : spectacle sur le narcissisme, jouant sur l'eau et avec le reflet de l'eau.
- Fous de Bassin (2005) : toute une vie sur l'eau.
- Collectionneurs d'îles (2007) : plusieurs îles avec chacune sa couleur et son habitant assorti.
- Les Oxymores d'Eau (2009) : spectacle sur l'absurdité du monde.
- Opéra d'O (2011) : opéra sur l'eau.
- Anapos, Cité Lacustre. (2012) : cité flottante sur l'étang de Martigues.
- Parade Aquatique (2014).
- Le Voyage Extraordinaire (2016).
- Aqua Forte (2017).
- Effraction Nocturne (2019)
- Dérives (2021)